# Festival Internacional de Cinema de Morelia
O Festival Internacional de Cinema de Morelia (em espanhol, Festival Internacional de Cine de Morelia), também conhecido pela silga FICM, é um festival   cinematográfico fundado em 2003 na cidade de Morelia, capital do estado de Michoacán, México. É um evento anual que acontece durante a segunda semana de outubro. 
O FICM surgiu como uma necessidade de criar um ponto de encontro único no México para a comunidade cinematográfica, para o povo de Michoacán, e para os cineastas internacionais. O objetivo do festival é criar um fórum para promover os talentos do cinema mexicano, criar incentivos e oportunidades culturais para o público — mexicano e internacional — e mostrar a riqueza cultural do estado de Michoacán. O FICM conta com quatro sessões oficiais de competição: Sessão Michoacana; Curta-metragem mexicano; Documentário mexicano e Longa-metragem mexicano.